# Lygodactylus picturatus
Lygodactylus picturatus es una especie de gecko del género Lygodactylus, familia Gekkonidae. Fue descrita científicamente por Peters en 1871.
Se distribuye por Kenia, Tanzania, Etiopía, Mozambique, Zimbabue, Somalia, Zambia, Zaire, Sudán, Eritrea, República Centroafricana, Burkina Faso, Senegal, Malí y Gambia.